# Nico Gorzel
Nico Gorzel (Freilassing, 29 de julio de 1998) es un futbolista alemán que juega en la posición de centrocampista en el SC Austria Lustenau.

## Clubes
| Club                 | País     | Año       |
| -------------------- | -------- | --------- |
| F. C. Liefering      | Austria  | 2016-2018 |
| SC Wiener Neustadt   | Austria  | 2018-2019 |
| SKN St. Pölten       | Austria  | 2019-2020 |
| Türkgücü Múnich      | Alemania | 2020-2022 |
| F. C. Erzgebirge Aue | Alemania | 2022-2023 |
| SC Austria Lustenau  | Austria  | 2024-     |